# Skigebiet Bania
Das Skigebiet Bania liegt auf dem Gipfel und den Nordhängen der Kotelnica und des Wysoki Wierch in dem polnischen Gebirgszug Pogórze Bukowińskie im Ort Białka Tatrzańska auf dem Gemeindegebiet von Bukowina Tatrzańska im Powiat Tatrzański in der Woiwodschaft Kleinpolen. Es befindet sich außerhalb des Tatra-Nationalparks. Das Skigebiet wird von dem Unternehmen Prywatny Ośrodek Wypoczynkowo-Sportowy "Bania" betrieben. Es gehört zum Thermalbad Terma Bania und grenzt unmittelbar an zwei weitere Skigebiete, Skigebiet Kaniówka und Skigebiet Kotelnica, von denen das letztere das bei weitem größte der drei ist. Das Skigebiet ist Mitglied in dem Verband TatrySki, der einen gemeinsamen Skipass herausgibt.

## Lage
Das Skigebiet befindet sich auf einer Höhe von 886 m ü.N.N. bis 926 m ü.N.N. Der Höhenunterschied der Pisten beträgt ca. 60 m. Es gibt mehrere einfache Pisten. Die Gesamtlänge der Pisten umfasst ca. 1 km.

## Geschichte
Das Skigebiet wurde in den 1960er Jahren angelegt. Die Skilifte Bania wurden 2006 errichtet.

## Beschreibung

### Skilifte
Im Skigebiet gibt es einen Sessellift und drei Tellerlifte. Zwei weitere Lifte sind in Planung. Insgesamt können bis zu 3800 Personen pro Stunde befördert werden, im ganzen Skipark 17.300.

#### Skilifte Polana Szymoszkowa
Der Skilift führt von Białka Tatrzańska bis knapp unter den Gipfel des Wysoki Wierch. Seine Länge beträgt ca. 320 m sowie 360 m.
| Name | Art        | Hersteller                  | Breite Personen | Länge (m) | Zeit (min) | Höhenunterschied (m) | Personen pro Stunde | Obere Station    | Obere Station | Untere Station | Untere Station | Vmax (m/s) |
| Name | Art        | Hersteller                  | Breite Personen | Länge (m) | Zeit (min) | Höhenunterschied (m) | Personen pro Stunde | Ort              | Höhe (m üNN)  | Ort            | Höhe (m üNN)   | Vmax (m/s) |
| ---- | ---------- | --------------------------- | --------------- | --------- | ---------- | -------------------- | ------------------- | ---------------- | ------------- | -------------- | -------------- | ---------- |
| 6    | Sessellift | Doppelmayr/Garaventa-Gruppe | 4               | 320       |            | 60                   | 2000                | Unter dem Gipfel | 926           | Untere Station | 886            |            |
| 4    | Tellerlift |                             | 1               | 150       |            | 15                   | 300                 | Mittlere Station | 901           | Untere Station | 886            |            |
| 4a   | Tellerlift |                             | 1               | 200       |            | 20                   | 800                 | Mittlere Station | 906           | Untere Station | 886            |            |
| 5    | Tellerlift |                             | 1               | 170       |            | 15                   | 800                 | Mittlere Station | 901           | Untere Station | 886            |            |

### Skipisten
Vom Wysoki Wierch führen mehrere einfache Skipisten ins Tal.

## Infrastruktur
Das Skigebiet liegt ca. 15 km nordöstlich vom Zentrum von Zakopane und ist mit dem Pkw erreichbar. In der Nähe der unteren Station verläuft die Woiwodschaftsstraße DK49. In der Nähe der oberen Stationen verläuft eine Gemeindestraße. An der unteren Station gibt es Parkplätze und ein Luxushotel sowie das Thermalbad Terma Bania. Im Skigebiet sind eine Skischule, ein Skiverleih und ein Snowpark tätig. Zum Skigebiet gehören auch mehrere Restaurants.